# حركة كمارا
كمارا (بالجورجية: Kmara) هي حركة مقاومة مدنية في جمهورية جورجيا. يرد إليها سقوط حكومة إدوارد شيفردنادزه. بعدما ندد الملاحظون الدوليون بتصرفات هاته الحكومة خلال انتخابات نونبر البرلمانية عام 2003، كمارا قادت الاحتجاجات مما سرع بإسقاطها خلال ما يعرف بثورة الورود أو ثورة الزهور.

## أصولها
خلال سنة 2000، تكونت مجموعة صغيرة من الطلبة في جامعة تبيليسي الحكومية من أجل الاحتجاج على الرشوة السائدة في الجامعات الوطنية.
حوالي ألفين وخمس مائة طالب التحقوا بالمنظمة، فانتخب للطلبة ممثل للمرة الأولى في جامعة من جامعات جورجيا. فيما بعد، وقع نفس الشيء في باقي جامعات البلد، فكونت هاته الشبكة من المنظمات حركة «كمارا» في بداية عام 2003.
المنظمة الجورجية غير الحكومية لحقوق الإنسان، وهي منظمة بارزة، ساعدت حركة كمارا على تطوير وتقوية قدراتها التنظيمية. فزاد ذلك من معارفها النظرية حول استعمال الكفاح غير العنيف من أجل التغيير.
و كان للحركة اتصالات بحركة أوتبور الصربية والتي تعني""المقاومة"". كان لحركة أوتبور دورا رئيسيا في سقوط سلوبودان ميلوسيفيتش عام 2000.

## التدخل الغربي
لعب المركز الموجود في بلغراد للمقاومة غير العنيفة دورا مهما في تكوين أطر كمارا، كما كان لمجموعة من المنظمات الغربية يد في مساندة الحركة، حيث تلقت أموالا من منظمة بيت الحرية والمؤسسة الديموقراطية الوطنية والاتحاد الأوروبي ومنظمة الأمن والتعاون في أوروبا وغيرهم.
حركة كمارا، كحركة أوتبور، خلقت مجموعة من الخلايا الجهوية، متجنبة أي تنظيم مركزي لأن أي حل لهذا التنظيم المركزي قد يؤدي إلى إيقاف الحركة ككل.